# Grammostola chalcothrix
Grammostola chalcothrix là một loài nhện trong họ Theraphosidae.
Loài này thuộc chi Grammostola. Grammostola chalcothrix được Ralph Vary Chamberlin miêu tả năm 1917.